# Krippensteineishöhle
Krippensteineishöhle är en grotta i Österrike.   Den ligger i distriktet Gmunden och förbundslandet Oberösterreich, i den centrala delen av landet.
Den högsta punkten i närheten är Krippenstein, 2 108 meter över havet, nordväst om Krippensteineishöhle. Närmaste större samhälle är Obertrau, norr om Krippensteineishöhle.
Runt Krippensteineishöhle är det ganska glesbefolkat, med 25 invånare per kvadratkilometer.